# Kaby Lake
Kaby Lake – mikroarchitektura procesorów firmy Intel, która w sierpniu 2016 zastąpiła mikroarchiterkturę Skylake. Procesory wykonano w litografi 14 nm łamiąc model „tick-tock”, a do produkcji trafiły w drugim kwartale 2016 r. Platforma Kaby Lake (jako całość) nie otrzymała oficjalnych sterowników dla Windows w wersji starszej niż Windows 10. Intel udostępnił jedynie sterowniki dla zintegrowanego układu graficznego HD Graphics 620 dla Windows 7 i 8, które pobrać można z centrum pobierań firmy.

## Architektura
- 14 nm proces produkcyjny
- Gniazdo LGA1151
- TDP do 91 W
- Wsparcie dla pamięci RAM DDR3L 1,35 V (max 32 GB) i DDR4-2400 1,2 V (max 64 GB)
- Wsparcie dla PCI Express 3.0
- Do 4 rdzeni
- Wsparcie dla instrukcji  MMX, AES-IN, CLMUL, FMA3, SSE, SSE2, SSSE2, SSE4, SSE4.1, SSE4.2, AVX, AVX2, TXT, TSX, SGX, VT-x, VT-d
- Zintegrowany układ graficzny HD 610, HD 630 (Desktop)
- Brak pamięci L4 eDRAM cache

## Lista procesorów Kaby Lake

### Procesory do komputerów stacjonarnych
| Segment docelowy | Rdzenie(Wątki) | Model procesora | Model procesora | CPU clock | Taktowanie CPU | Taktowanie CPU | Taktowanie CPU | Model GPU | Maksymalne taktowanie GPU | L3 cache | TDP  | Cena w dniu premiery |
| Segment docelowy | Rdzenie(Wątki) | Model procesora | Model procesora | CPU clock | 1 rdzeń        | 2 rdzenie      | 4 rdzenie      | Model GPU | Maksymalne taktowanie GPU | L3 cache | TDP  | Cena w dniu premiery |
| ---------------- | -------------- | --------------- | --------------- | --------- | -------------- | -------------- | -------------- | --------- | ------------------------- | -------- | ---- | -------------------- |
| Performance      | 4 (8)          | Core i7         | 7700K           | 4,2 GHz   | 4,5 GHz        | 4,4 GHz        | 4,4 GHz        | HD 630    | 1150 MHz                  | 8 MB     | 91 W | $350                 |
| Performance      | 4 (8)          | Core i7         | 7700            | 3,6 GHz   | 4,2 GHz        | 4,1 GHz        | 4,0 GHz        | HD 630    | 1150 MHz                  | 8 MB     | 65 W | $312                 |
| Performance      | 4 (8)          | Core i7         | 7700T           | 2,9 GHz   | 3,8 GHz        | 3,7 GHz        | 3,6 GHz        | HD 630    | 1150 MHz                  | 8 MB     | 35 W | $312                 |
| Mainstream       | 4 (4)          | Core i5         | 7600K           | 3,8 GHz   | 4,2 GHz        | 4,1 GHz        | 4,0 GHz        | HD 630    | 1150 MHz                  | 6 MB     | 91 W | $243                 |
| Mainstream       | 4 (4)          | Core i5         | 7600            | 3,5 GHz   | 4,1 GHz        | 4,0 GHz        | 3,9 GHz        | HD 630    | 1150 MHz                  | 6 MB     | 65 W | $224                 |
| Mainstream       | 4 (4)          | Core i5         | 7600T           | 2,8 GHz   | 3,7 GHz        | 3,6 GHz        | 3,5 GHz        | HD 630    | 1100 MHz                  | 6 MB     | 35 W | $224                 |
| Mainstream       | 4 (4)          | Core i5         | 7500            | 3,4 GHz   | 3,8 GHz        | 3,7 GHz        | 3,6 GHz        | HD 630    | 1100 MHz                  | 6 MB     | 65 W | $202                 |
| Mainstream       | 4 (4)          | Core i5         | 7500T           | 2,7 GHz   | 3,3 GHz        | 3,2 GHz        | 3,1 GHz        | HD 630    | 1100 MHz                  | 6 MB     | 35 W | $202                 |
| Mainstream       | 4 (4)          | Core i5         | 7400            | 3,0 GHz   | 3,5 GHz        | ?              | ?              | HD 630    | 1000 MHz                  | 6 MB     | 65 W | $182                 |
| Mainstream       | 4 (4)          | Core i5         | 7400T           | 2,4 GHz   | 3,0 GHz        | ?              | ?              | HD 630    | 1000 MHz                  | 6 MB     | 35 W | $187                 |
| Mainstream       | 2 (4)          | Core i3         | 7350K           | 4,2 GHz   |                |                |                | HD 630    | 1150 MHz                  | 4 MB     | 60 W | $179                 |
| Mainstream       | 2 (4)          | Core i3         | 7320            | 4,1 GHz   | 51 W           | $157           |                | HD 630    | 1150 MHz                  | 4 MB     |      |                      |
| Mainstream       | 2 (4)          | Core i3         | 7300            | 4,0 GHz   | 51 W           | $147           |                | HD 630    | 1150 MHz                  | 4 MB     |      |                      |
| Mainstream       | 2 (4)          | Core i3         | 7300T           | 3,5 GHz   | 1100 MHz       | $147           | 35 W           | HD 630    |                           | 4 MB     |      |                      |
| Mainstream       | 2 (4)          | Core i3         | 7100            | 3,9 GHz   | 1100 MHz       | 3 MB           | 51 W           | HD 630    | $117                      |          |      |                      |
| Mainstream       | 2 (4)          | Core i3         | 7100T           | 3,4 GHz   | 1100 MHz       | 3 MB           | 35 W           | HD 630    | $117                      |          |      |                      |
| Mainstream       | 2 (4)          | Core i3         | 7101E           | 3,9 GHz   | 1100 MHz       | 3 MB           | HD 610         | 54 W      | $117                      |          |      |                      |
| Mainstream       | 2 (4)          | Core i3         | 7101TE          | 3,4 GHz   | 1100 MHz       | 3 MB           | HD 610         | 35 W      | $117                      |          |      |                      |
| Mainstream       | 2 (4)          | Pentium         | G4620           | 3,7 GHz   | 1100 MHz       | 3 MB           | HD 630         | 51 W      | $93                       |          |      |                      |
| Mainstream       | 2 (4)          | Pentium         | G4600           | 3,6 GHz   | 1100 MHz       | 3 MB           | HD 630         | 51 W      | $82                       |          |      |                      |
| Mainstream       | 2 (4)          | Pentium         | G4600T          | 3,0 GHz   | 1050 MHz       | 3 MB           | HD 630         | 35 W      | $75                       |          |      |                      |
| Mainstream       | 2 (4)          | Pentium         | G4560           | 3,5 GHz   | 1050 MHz       | 3 MB           | HD 610         | 54 W      | $64                       |          |      |                      |
| Mainstream       | 2 (4)          | Pentium         | G4560T          | 2,9 GHz   | 1050 MHz       | 3 MB           | HD 610         | 35 W      | $64                       |          |      |                      |
| Mainstream       | 2 (2)          | Celeron         | G3950           | 3,0 GHz   | 1050 MHz       | 2 MB           | HD 610         | 51 W      | $52                       |          |      |                      |
| Mainstream       | 2 (2)          | Celeron         | G3930           | 2,9 GHz   | 1050 MHz       | 2 MB           | HD 610         | 51 W      | $42                       |          |      |                      |
| Mainstream       | 2 (2)          | Celeron         | G3930T          | 2,7 GHz   | 1000 MHz       | 2 MB           | HD 610         | 35 W      | $42                       |          |      |                      |

### Procesory do komputerów mobilnych
| Segment docelowy | Rdzenie(Wątki) | Model procesora | Model procesora | CPU clock | Taktowanie CPU | Taktowanie CPU | Taktowanie CPU | Model GPU     | Taktowanie GPU | Taktowanie GPU | L3 cache | L4 cache | Max. liczba linii PCIe | TDP   | cTDP | cTDP  | Data premiery | Cena w dniu premiery |
| Segment docelowy | Rdzenie(Wątki) | Model procesora | Model procesora | CPU clock | 1 rdzeń        | 2 rdzenie      | 4 rdzenie      | Model GPU     | Nominalne      | Max.           | L3 cache | L4 cache | Max. liczba linii PCIe | TDP   | Up   | Down  | Data premiery | Cena w dniu premiery |
| ---------------- | -------------- | --------------- | --------------- | --------- | -------------- | -------------- | -------------- | ------------- | -------------- | -------------- | -------- | -------- | ---------------------- | ----- | ---- | ----- | ------------- | -------------------- |
| Performance      | 4 (8)          | Core i7         | 7920HQ          | 3,1 GHz   | 4,1 GHz        | 3,9 GHz        | 3,7 GHz        | HD 630        | 350 MHz        | 1100 MHz       | 8 MB     | N/A      | 16                     | 45 W  | N/A  | 35 W  | Q1 2017       | $568                 |
| Performance      | 4 (8)          | Core i7         | 7820HQ          | 2,9 GHz   | 3,9 GHz        | 3,7 GHz        | 3,5 GHz        | HD 630        | 350 MHz        | 1100 MHz       | 8 MB     | N/A      | 16                     | 45 W  | N/A  | 35 W  | Q1 2017       | $378                 |
| Performance      | 4 (8)          | Core i7         | 7820HK          | 2,9 GHz   | 3,9 GHz        | 3,7 GHz        | 3,5 GHz        | HD 630        | 350 MHz        | 1100 MHz       | 8 MB     | N/A      | 16                     | 45 W  | N/A  | 35 W  | Q1 2017       | $378                 |
| Performance      | 4 (8)          | Core i7         | 7700HQ          | 2,8 GHz   | 3,8 GHz        | 3,6 GHz        | 3,4 GHz        | HD 630        | 350 MHz        | 1100 MHz       | 6 MB     | N/A      | 16                     | 45 W  | N/A  | 35 W  | Q1 2017       | $378                 |
| Mainstream       | 2 (4)          | Core i7         | 7660U           | 2,5 GHz   | 4,0 GHz        | ?              | N/A            | Iris Plus 640 | 300 MHz        | 1100 MHz       | 4 MB     | 64 MB    | 12                     | 15 W  | N/A  | 9,5 W | Q1 2017       | ?                    |
| Mainstream       | 2 (4)          | Core i7         | 7600U           | 2,8 GHz   | 3,9 GHz        | ?              | N/A            | HD 620        | 300 MHz        | 1150 MHz       | 4 MB     | N/A      | 12                     | 15 W  | 25 W | 7,5 W | Q1 2017       | $393                 |
| Mainstream       | 2 (4)          | Core i7         | 7567U           | 3,5 GHz   | 4,0 GHz        | ?              | N/A            | Iris Plus 650 | 300 MHz        | 1150 MHz       | 4 MB     | 64 MB    | 12                     | 28 W  | N/A  | 23 W  | Q1 2017       | ?                    |
| Mainstream       | 2 (4)          | Core i7         | 7560U           | 2,4 GHz   | 3,8 GHz        | ?              | N/A            | Iris Plus 640 | 300 MHz        | 1050 MHz       | 4 MB     | 64 MB    | 12                     | 15 W  | N/A  | 9,5 W | Q1 2017       | ?                    |
| Mainstream       | 2 (4)          | Core i7         | 7500U           | 2,7 GHz   | 3,5 GHz        | ?              | N/A            | HD 620        | 300 MHz        | 1050 MHz       | 4 MB     | N/A      | 12                     | 15 W  | 25 W | 7,5 W | Q3 2016       | $393                 |
| Mainstream       | 2 (4)          | Core i7         | 7Y75            | 1,3 GHz   | 3,6 GHz        | ?              | N/A            | HD 615        | 300 MHz        | 1050 MHz       | 4 MB     | N/A      | 10                     | 4,5 W | 7 W  | 3,5 W | Q3 2016       | $393                 |
| Mainstream       | 4 (4)          | Core i5         | 7440HQ          | 2,8 GHz   | 3,8 GHz        | 3,6 GHz        | 3,4 GHz        | HD 630        | 350 MHz        | 1000 MHz       | 6 MB     | N/A      | 16                     | 45 W  | N/A  | 35 W  | Q1 2017       | $250                 |
| Mainstream       | 2 (4)          | Core i5         | 7360U           | 2,3 GHz   | 3,6 GHz        | ?              | N/A            | Iris Plus 640 | 300 MHz        | 1000 MHz       | 4 MB     | 64 MB    | 12                     | 15 W  | N/A  | 9,5 W | Q1 2017       | ?                    |
| Mainstream       | 4 (4)          | Core i5         | 7300HQ          | 2,5 GHz   | 3,5 GHz        | 3,3 GHz        | 3,1 GHz        | HD 630        | 350 MHz        | 1000 MHz       | 6 MB     | N/A      | 16                     | 45 W  | N/A  | 35 W  | Q1 2017       | $250                 |
| Mainstream       | 2 (4)          | Core i5         | 7300U           | 2,6 GHz   | 3,5 GHz        | ?              | N/A            | HD 620        | 300 MHz        | 1100 MHz       | 3 MB     | N/A      | 12                     | 15 W  | 25 W | 7,5 W | Q1 2017       | $281                 |
| Mainstream       | 2 (4)          | Core i5         | 7287U           | 3,3 GHz   | 3,7 GHz        | ?              | N/A            | Iris Plus 650 | 300 MHz        | 1100 MHz       | 4 MB     | 64 MB    | 12                     | 28 W  | N/A  | 23 W  | Q1 2017       | ?                    |
| Mainstream       | 2 (4)          | Core i5         | 7267U           | 3,1 GHz   | 3,5 GHz        | ?              | N/A            | Iris Plus 650 | 300 MHz        | 1050 MHz       | 4 MB     | 64 MB    | 12                     | 28 W  | N/A  | 23 W  | Q1 2017       | ?                    |
| Mainstream       | 2 (4)          | Core i5         | 7260U           | 2,2 GHz   | 3,4 GHz        | ?              | N/A            | Iris Plus 640 | 300 MHz        | 950 MHz        | 4 MB     | 64 MB    | 12                     | 15 W  | N/A  | 9,5 W | Q1 2017       | ?                    |
| Mainstream       | 2 (4)          | Core i5         | 7200U           | 2,5 GHz   | 3,1 GHz        | ?              | N/A            | HD 620        | 300 MHz        | 1000 MHz       | 3 MB     | N/A      | 12                     | 15 W  | 25 W | 7,5 W | Q3 2016       | $281                 |
| Mainstream       | 2 (4)          | Core i5         | 7Y57            | 1,2 GHz   | 3,3 GHz        | ?              | N/A            | HD 615        | 300 MHz        | 950 MHz        | 4 MB     | N/A      | 10                     | 4,5 W | 7 W  | 3,5 W | Q1 2017       | $281                 |
| Mainstream       | 2 (4)          | Core i5         | 7Y54            | 1,2 GHz   | 3,2 GHz        | ?              | N/A            | HD 615        | 300 MHz        | 950 MHz        | 4 MB     | N/A      | 10                     | 4,5 W | 7 W  | 3,5 W | Q3 2016       | $281                 |
| Mainstream       | 2 (4)          | Core i3         |                 | 2,8 GHz   | N/A            | N/A            | N/A            | Iris Plus 650 | 300 MHz        | 1000 MHz       | 3 MB     | 64 MB    | 12                     | 28 W  | N/A  | 23 W  | Q1 2017       | ?                    |
| Mainstream       | 2 (4)          | Core i3         | 7100H           | 3,0 GHz   | N/A            | N/A            | N/A            | HD 630        | 350 MHz        | 950 MHz        | 3 MB     | N/A      | 16                     | 35 W  | N/A  | N/A   | Q1 2017       | $225                 |
| Mainstream       | 2 (4)          | Core i3         | 7100U           | 2,4 GHz   | N/A            | N/A            | N/A            | HD 620        | 300 MHz        | 1000 MHz       | 3 MB     | N/A      | 12                     | 15 W  | N/A  | 7,5 W | Q3 2016       | $281                 |
| Mainstream       | 2 (4)          | Core m3         | 7Y30            | 1,0 GHz   | 2,6 GHz        | ?              | N/A            | HD 615        | 300 MHz        | 900 MHz        | 4 MB     | N/A      | 10                     | 4,5 W | 7 W  | 3,5 W | Q3 2016       | $281                 |

### Xeon mobile processors
| Segment docelowy | Rdzenie(Wątki) | Model procesora | Model procesora | CPU clock | Taktowanie CPU | Taktowanie CPU | Taktowanie CPU | Model GPU | EUs | Taktowanie GPU | Taktowanie GPU | L3 cache | L4 cache | TDP  | Data premiery | Cena w dniu premiery |
| Segment docelowy | Rdzenie(Wątki) | Model procesora | Model procesora | CPU clock | 1 Rdzeń        | 2 Rdzenie      | 4 Rdzenie      | Model GPU | EUs | Nominalne      | Max.           | L3 cache | L4 cache | TDP  | Data premiery | Cena w dniu premiery |
| ---------------- | -------------- | --------------- | --------------- | --------- | -------------- | -------------- | -------------- | --------- | --- | -------------- | -------------- | -------- | -------- | ---- | ------------- | -------------------- |
| Mobile           | 4 (8)          | Xeon            | E3-1535M v6     | 3,1 GHz   | 4,2 GHz        | 4,1 GHz        | 3,9 GHz        | HD P630   | ?   | 350 MHz        | 1100 MHz       | 8 MB     | N/A      | 45 W | Q1 2017       | $623                 |
| Mobile           | 4 (8)          | Xeon            | E3-1505M v6     | 3,0 GHz   | 4,0 GHz        | 3,8 GHz        | 3,6 GHz        | HD P630   | ?   | 350 MHz        | 1100 MHz       | 8 MB     | N/A      | 45 W | Q1 2017       | $434                 |